# Yaracuy al Día
Yaracuy al Día es un periódico venezolano con sede en San Felipe, Yaracuy, enfocado en ofrecer las noticias que hay día a día en Yaracuy, Venezuela y sucesos internacionales, su objetivo principal es brindar la información específica de los acontecimientos actuales.
- Datos: Q5784545